# Фототаксис
Фототаксис — тип таксису, властивість клітин або мікроорганізмів орієнтуватися і рухатися у напрямку до або від джерела світла. Це вигідно для фототрофних організмів, оскільки вони можуть орієнтуватися ефективніше всього для отримання світла через фотосинтез. Фототаксис називається позитивним, якщо рух відбувається у напрямку до джерела світла і негативним, якщо у протилежному напрямку.
Два види позитивного фототаксиса спостерігаються у бактерій. Перший — «скотофототаксис» (від слова «скотофобія») — спостерігається тільки під мікроскопом. Він відбувається, коли бактерія плаває випадково в освітленій області, але коли вона залишає її, бактерія змінюює напрямок руху і знову входить до освітленої області. Другий вид фототаксису — дійсний фототаксис — проявляється у направленому русі у напрямку градієнту освітлення. Цей процес аналогічний позитивному хемотаксису за винятком того, що клітини привертаються світлом, а не хімічними речовинами.
Фототаксиси слугують пристосуванням для кращого поглинання світла фототрофними клітинами. Світло сприймається фоторецептором з пігментною системою, що реагує не синє світло. Як пігмент найчастіше виступають каротиноїди.